# Дачки рудници
Дачки рудници су рудници злата који су формирани у периоду римске доминације у области западних Карпата, а центри експлоатације су били Alburnus Maior и Ampelum. 
Освајање ових ресурса било je пресудан мотив за римске ратне походе на Дакију. Одмах по освајању Дачке краљевине цар Трајан је почетком II века организовао експлоатацију златоносних рудника, који су проглашени за царски посед. Насељено је рударско становништво Далмације из племена Пируста, Баридуста, Сардеата и Манеата, како је потврђено у разним документима сачуваним на дрвеним таблицама превученим воском (tabulae ceratаe) и на каменим надгробним и вотивним споменицима. 
Рудари су били слободни људи, који су сачували племенску организацију из постојбине и одређену аутономију у оквиру провинције, о чему сведочи назив насеља vicus Pirustarum на једној од поменутих таблица. Постојање рударских насеља у области Роша Монтана (Roşia Montană -- Alburnus Maior) потврђено је археолошким истраживањима више некропола кремираних покојника, са одликама илирског, средњебалканског погребног ритуала. Откривене су некрополе са гробовима спаљених покојника окруженим каменим прстеном или покривених каменом хумком на локалитету Ботеш--Корабија у близини Златне (Ampelum), која има аналогије у некрополама у околини Врања и Пирота, које се приписују трачком племену Бесима. С друге стране, гробови са кремираним покојницима, који припадају типу Мала Копашница -- Сасе, са правоугаоним гробним ракама, са једним или два етажа и запеченим странама, ископани су на локалитетима Гаури „Хоп" (Găuri „Hop"), Таул Корнa (Tăul Corna) и Брад-Мунћелул (Brad-Muncelul). Велике некрополе овог типа истражене су на територији које су насељавали Дарданаци, на епонимном налазишту у Малој Копашници код Лесковца и у Давидовцу код Врања. Илирска племена из југоисточне Далмације и Подриња (Пирусти, Бреуци) и Дарданци били су вични рударству и металургији, те су прве римске рудне области на Балкану основане управо на њиховој територији (argentariae Pannonicae, metalla Dardaniae). 
Тabulae cerate откривене у римским галеријама рудника злата у Роша Монтани откривају социо-економске односе у рудним областима Дакије, преко купопродајних уговора између становника рударских насеља и војника легије XIII Gemina, која је имала логор у Апулуму. На таблицама се налазе и пословни уговори у којима се помињу имена рударских насеља: Картум (Cartum), Деусара (Deusara), Именсорум Мајус (Immensorum Maius), Рескулум (Resculum), од којих нека имају трачки корен. 
Осим најчувенијих рудника злата, у римској Дакији је копана руда гвожђа -- углавном лимонит, као и руда бакра. Римски рудници гвожђа откривени су у околини Хинедоаре, у Банату и на североисточним обронцима планине Појана Руска (Poiana Ruscă). На налазишту Дева, у области Хунедоаре, на локалитету Турну Рошу у долини Олта и у Банату, откривени су трагови експлоатације бакра у римско време. У долини Муреша у римско време су постојали рудници соли (Salinae, Potaissa), а у Дакији су експлоатисани и многи каменоломи, нарочито мермер у околини градова Sarmizegetusa, Napoca, Potaissa и Apulum.
Повлачењем римске војске и администрације из Дакије 271/272, за време владавине цара Аурелијана, окончан је период од 170 година експлоатације њених рудних богатстава. Овај ударац римској економији је царска администрација покушала да ублажи обновом рударства у провинцијама на десној обали Дунава: Горњој и Доњој Мезији. На њиховој територији формирана је нова провинција -- Dacia Nova или Dacia Aureliana. Досељено је романизовано становништво избегло из Дакије и организована обимна рударско-металуршка активност, што се огледа у многобројним траговима рударења и прераде руде, рударским насељима, утврђењима и занатско-металуршким центрима с краја III и из IV века на територији данашње источној Србији. Археолошка сведочанства нам потврђују да су рудне области у провинцијама на тлу данашње Србије током касне антике преузелe производњу напуштених дачких рудника.